# Fédération des étudiants d'Afrique noire en France
La Fédération des étudiants d'Afrique noire en France (FEANF) a été créée en 1950, après les congrès de Lyon (avril 1950) et de Bordeaux (décembre 1950), afin de regrouper toutes les associations d'étudiants africains en France. Elle est adhérente à l'Union internationale des étudiants depuis 1956. L'action syndicale de la fédération (notamment en faveur des bourses et du logement) est vite relayée par un engagement politique (en faveur de l'Algérie indépendante, de la conférence de Bandung, anticolonialisme).
Elle publia le journal L'étudiant d'Afrique noire qui associa l'équipe de Présence africaine à ses revendications politiques.

## Histoire
L'association sort rapidement de son objectif social et culturel pour prendre plus explicitement position sur l'actualité politique dans son journal, L'étudiant d'Afrique noire. Proche de la ligne nationaliste du Rassemblement démocratique africain, la FEANF est traversée par des débats internes à chacune des communautés (sénégalaise, malgache, dahoméenne, etc), elles-mêmes divisées entre progressistes et conservateurs. Lors de son cinquième congrès de décembre 1954, le débat opposant le député sénégalais Senghor, qui préconise la mise en place d'organes législatifs dans chaque colonie, et le militant communiste et anticolonialiste Jacques Vergès, qui prône l'unité et l'internationalisme dans la lutte pour l'indépendance, tourne à l'avantage de ce dernier. L'impact de l'insurrection algérienne (1954), de la conférence afro-asiatique de Bandung (1955) et du congrès des écrivains noirs de la Sorbonne (1956) renforce idéologiquement la FEANF, qui prend alors une orientation fermement anti-impérialiste.
Lors du congrès de la FEANF de décembre 1956, le nouveau comité élu, dirigé par le juriste togolais Noé Kutuklui et l’économiste camerounais Osendé Afana, annonce l'envoi d'une délégation aux cérémonies de l'indépendance du Ghana. À l'été 1958, en réponse à l'arrivée au pouvoir du général de Gaulle à Paris, la FEANF vote en congrès extraordinaire la poursuite de la lutte pour l'indépendance et l'unité africaine, puis publie Le sang de Bandung, un pamphlet d'une soixantaine de pages qui dénonce les crimes commis à cette époque par l'armée française en guerre contre les indépendantistes d'Algérie. Les autorités françaises réagissent aussitôt : les loyers des étudiants africains sont augmentés, leurs bourses réduites, et la surveillance policière devient quotidienne. La FEANF subit des sanctions administratives et des restrictions financières décidées pour des raisons politiques. Les étudiants qui militent dans l'organisation sont systématiquement fichés et leurs candidatures écartées dès qu'elles concernent des emplois publics.
La fédération est dissoute par décret le 5 mai 1980.

## Participants
- Solange Faladé (présidente)
- Nènèkhaly-Condetto Camara (Guinée)
- Alpha Condé (Guinée)
- Seyni Niang (Sénégal)
- Félix Mounié (Cameroun)
- Francis Romain Wodié (Côte d'Ivoire)
- Djéni Kobina (Côte d'Ivoire)
- Paul Kaya (Congo)
- Emmanuel Bob Akitani (Togo)
- Albert Tévoédjrè (Bénin)
- Noaga Oualian (Burkina Faso)
- Alfa Ibrahima Sow (Guinée)
- Atsutsè Kokouvi Agbobli (Togo)

La liste de chaque nouveau bureau est déposée chaque année à la Préfecture de police de Paris, au Bureau des associations déclarées ; ce changement du bureau est signalé aussi au Journal officiel.
Solange Faladé (étudiante en médecine du Dahomey, actuel Bénin) élue présidente du comité exécutif de la FEANF au 1er congrès ordinaire tenu les 21 et 22 mars 1951 à Paris. À ce 1er congrès ordinaire est élu secrétaire général, Amadou-Mahtar M'Bow (du Sénégal) ; Secrétaire adjoint : N'Ki Traoré (Guinée Conakry) ; Trésorier : Abdou Moumouni (du Niger).
- Comité exécutif de la FEANF élu au 2e congrès ordinaire (14-15 avril 1952, à Paris)[7]

Président : Edouard Sankalé (du Sénégal)
Vice-président : Mamadou Samb (Sénégal). Secrétaire général : Alioune Ba (Sénégal). Premier secrétaire adjoint : Youssoupha Sylla (Sénégal). Deuxième secrétaire adjoint : Babacar Niang (Sénégal). Trésorier : Abdou Moumouni(Niger).
- Comité exécutif élu au 3e congrès (8 avril 1953 à Paris) :

Président : Mamadou dia (Sénégal). Vice-président : Alioune Ba(Sénégal). Secrétaire général : Babacar Ba (Sénégal). Trésorier : Abdou Moumouni (Niger). Trésorier adjoint : Ignace Yacé (Côte d'Ivoire).
- Comité exécutif élu au 4e congrès (27-28 décembre 1953 à Toulouse)

Président : Albert Franklin (Togo). Vice-président : Cheikh Kane (Sénégal). Secrétaire général : Babacar Niang (Sénégal). Secrétaires adjoints : René Zinsou (Dahomey) et Bounama Fall (Sénégal). Trésorier : Tidiane Baïdy Ly (Sénégal).
- Comité exécutif élu au 5e congrès (27-30 décembre 1954 à Paris):

Président : Albert Franklin (Togo). Vice-présidents : Souleymane Sy Savané (Guinée-Conakry), Daouda Badarou (Dahomey et Ibrahim Ngom (Sénégal). Secrétaire général : Pierre Comnos (Guinée-Conakry). Secrétaires adjoints : Augustin Campos(Dahomey), Babacar Ba (Sénégal)et Saïdou Djermakoye (Niger). Trésorier : Sana Ouedraogo (Haute-Volta)
- Sylla Costa (Guinée), président (décembre 1968-décembre 1969 et 1969/70).
- A. Messan (Togo), président (décembre 1970-décembre 1971).
- Kiélé Jean-Martin Mbemba (du Congo-Brazzaville), président (décembre 1971-décembre 1972).
- Noaga J.-B. Oualian (du Burkina Faso, ex-Haute-Volta), président (décembre 1972-décembre 1973).
- Fidèle Quenum (Bénin), président (décembre 1973-décembre 1974 et 1974/1975).
- Bonaventure Kabre (Burkina Faso), président (décembre 1976-décembre 1977 et 1977/1978, et 1978-1979).
- Akugnan Nganga  (Congo-Brazzaville), président (décembre 1975-1976).